# Desa Cangkuang (administrativ by i Indonesien, lat -6,98, long 107,80)
Desa Cangkuang är en administrativ by i Indonesien.   Den ligger i provinsen Jawa Barat, i den västra delen av landet, 130 km sydost om huvudstaden Jakarta.